# Partido del Sur
El Partido del Sur fue un partido político chileno de inspiración regionalista, que, poco a poco, fue girando hacia la derecha hasta su desaparición en 1998. Entre 1990 y 1993 ocupó el nombre de Partido Liberal debido a su fusión temporal con dicha colectividad.

## Historia

### Orígenes y fundación (1983-1990)
El Partido del Sur se originó en el Movimiento Socialista Democrático del Sur (conocido también como Viento Sur), fundado en Valdivia el 3 de septiembre de 1983 por Carlos Podlech, en ese entonces presidente de la Asociación Nacional de Productores de Trigo. Estaba compuesto principalmente por exmilitantes del Partido Nacional y se definía como un movimiento regionalista y ecologista.
La colectividad fue fundada como partido político por Eduardo Díaz Herrera en 1987, presentando la escritura de constitución ante el Servicio Electoral de Chile el 21 de abril de dicho año. El organismo estatal presentó reparos a dicha escritura 6 días después, siendo entregado el documento definitivo el 11 de mayo. Fue declarado oficialmente como "partido en formación" el 23 de mayo de 1987, por lo que tenía un plazo de 210 días para inscribir la cantidad mínima de afiliados. Dicha meta no se cumplió, y la inscripción fue caducada el 23 de diciembre de 1987. Cinco días después, el Partido del Sur inició nuevamente los trámites para su inscripción legal, logrando dicho objetivo el 1 de junio de 1988.
En 1988 apoyó la opción "Sí" en el plebiscito que definía la continuidad de Augusto Pinochet en la presidencia de Chile. Sin embargo, la opción "No" resultó vencedora en esa contienda. El 24 de octubre de 1988 fundó la Alianza Unitaria Nacional (AUN) junto a Avanzada Nacional, el Partido Socialdemócrata, el Gran Frente Cívico de Chile, el Partido Liberal Demócrata, el Movimiento Independiente de Centro y Mujeres Independientes de Chile. Al año siguiente llamó a votar "No" en el plebiscito para las reformas constitucionales.

### Fusión con el Partido Liberal (1990-1994)
El partido respaldó la candidatura a la presidencia de la República de Chile de Francisco Javier Errázuriz Talavera en 1989. Paralelamente, el Partido del Sur compitió en la elección parlamentaria con una lista propia, pero no eligió a ningún diputado ni senador. Producto de esto, y al obtener menos del 5% de los votos en las regiones donde estaba inscrito, el Partido del Sur debía ser disuelto por el Servicio Electoral el 17 de julio de 1990. Sin embargo, esto se evitó mediante la fusión con el Partido Liberal, adoptando el nombre de este último.
En 1992, este partido compitió en las elecciones municipales de ese año, en representación del pacto Participación y Progreso, pero la colectividad llevó solamente candidatos independientes, con el apoyo del partido dado que no se encontraba constituido legalmente bajo su nombre (los militantes del Partido del Sur en ese entonces formaban parte del Partido Liberal luego de su fusión en 1990).
El 5 de marzo de 1993 el Partido Liberal cambia de nombre, por lo que vuelve a ser denominado como "Partido del Sur". Ese mismo año, en la elección presidencial, apoyó la candidatura de Arturo Alessandri Besa, en tanto que en la elección parlamentaria representó en el pacto Unión por el Progreso de Chile, llevando un solo candidato a senador y un solo candidato a diputado. Sin embargo, el partido no tuvo representación en el Congreso, pero poco después rompió relaciones tanto como con Renovación Nacional como con la Unión Demócrata Independiente. Debido a que no obtuvo el porcentaje mínimo de votos requeridos por la ley, el partido fue disuelto el 8 de junio de 1994.

### Reinscripción (1994-1998)

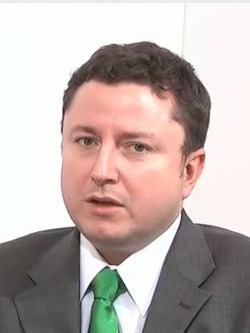
Eduardo Díaz del Río fue el único parlamentario elegido por el Partido del Sur, en 1997.

El partido inició nuevamente los trámites para ser inscrito bajo su nombre original el 11 de julio de 1994, siendo declarado como "partido en formación" el 8 de octubre. Mediante una sentencia del Servicio Electoral, el Partido del Sur fue inscrito una vez más como partido político legal el 21 de agosto de 1995. El partido fue inscrito inicialmente en las regiones de la Araucanía, Los Lagos y Aysén, todas del sur de Chile, volviendo a su esencia regionalista.
En 1996, volvió a competir con lista propia, esta vez en la elección municipal de ese año, bajo el nombre de "El Sur Independiente", logrando dos alcaldías (Eduardo Díaz Herrera en Toltén y Walter van Haidorp Montero en Saavedra) y siete concejales. Finalmente, en 1997, el partido se integra en el pacto Unión por Chile, para competir en la elección parlamentaria de ese año, con un solo candidato a diputado (Eduardo Díaz del Río, por el distrito 51), que finalmente sería elegido. Esto fue el final del Partido del Sur, ya que al obtener un porcentaje inferior al mínimo para subsitir como partido político en esa elección, de acuerdo con la Ley N° 18.603 (referente a los partidos políticos), provocó su disolución el 23 de junio de 1998, por lo que la mayoría de sus militantes se fueron a la Unión Demócrata Independiente.

## Resultados electorales

### Parlamentarias
|  | 0,70 % |

|  | 0,67 % |

|  | 0,20 % |

|  | 2,80 % |

|  | 0,36 % |

### Elecciones municipales
| Elección | Votos  | % de votos      | Escaños |
| -------- | ------ | --------------- | ------- |
| 1996     | 15 929 | \| \| 0,25 % \| | 7/1789  |
|          | 0,25 % |                 |         |

## Logotipos
| Período   | Descripción                                                                                   |
| --------- | --------------------------------------------------------------------------------------------- |
| 1987-1990 | Una bandera verde con una araucaria de color negro en el centro.                              |
| 1993-1998 | Un dibujo de un gallo mirando hacia la derecha, anunciando el amanecer, sobre un fondo verde. |